# ルッカ (クロノ・トリガー)
ルッカ（Lucca）は、スクウェアのコンピュータRPG『クロノ・トリガー』に登場する架空の人物。フルネームはルッカ・アシュティア（Lucca Ashtear）。

## プロフィール
- ルッカ:19歳 160cm 48kg
- 主人公「クロノ」の幼馴染
- 大きな眼鏡がトレードマーク
- 機械いじりや発明が得意
- 属性は火。ガン（銃）を武器として使う。父親タバン、母親ララと「現代」に暮らしている

## ゲーム中での活躍
主人公クロノの幼馴染であり、メガネを掛けた紫髪の少女。幼い頃から科学に接して育ち、自らも様々な機械を開発する天才的な発明家である。
最初に名前が出てくる仲間であるが、実際に登場するのはマールと出会った後である。ゲームを開始した最初のシーンでクロノの母ジナがガルディア王国建国千年祭へ行くクロノを起こすが、その際にジナはクロノの幼馴染である発明家の少女の名前をど忘れしてしまったため、ルッカの名前入力画面が表示される。
超次元物質転送マシン「テレポッド」を発明し、千年祭の出し物としてお披露目することになったためクロノを誘った。クロノがテレポッドを見に行く道すがら、偶然クロノとぶつかり行動をともにすることになったマールは、自ら進んでテレポットの実験台になる。しかし、古代ジール王国の遺産であったペンダントとテレポットの相互作用が起こり、時空の歪みである「ゲート」が発生してマールは400年前へ送り込まれてしまった。クロノがマールを助けにゲートに飛び込んで過去に向かっている間、ルッカもマールを救出すべく、テレポッドの原理を応用した歪みの安定化装置「ゲートホルダー」を作り上げる。
ルッカはクロノの住むトルースの町と橋でつながった小島に両親と暮らしている。父タバンの本業は鍛冶屋で、いつも外で働いており、家にいるときはストーリーが進む度にルッカ用装備を与えてくれる。母ララは10年前にタバンの作った機械に巻き込まれて重傷を負い、歩けなくなっている。部屋を掃除しようとしたララは誤って機械を作動させてしまい、ベルトコンベアにスカートのすそを挟まれてしまったのである。彼女はルッカにパスワードを入れるように言うが、幼いルッカにはそれができなかった。
A.D.990年に起こったこの事件から、彼女の科学に関心を持つに至った経緯が明らかになる。父が安全な機械を作るのを手伝うため（歴史を変えなかった場合は、母を再び歩けるようにするためにも）科学の道を目指すようになったのである。なお、終盤のサブイベントではルッカが10年前の事故が起ったA.D.990年7月10日へ行き、事故から母を救うことができる。
彼女と父親、そして鍛冶屋であるボッシュの能力は、終盤のサブイベントで虹の貝殻と太陽石から作られる最強の装備を作るために大いに役立つことになる。

## 特徴
ルッカの物理攻撃の武器はガン（銃）である。近接する敵を攻撃するときはハンマーを使うモーションになるが、これにより攻撃力が変わるわけではない。ゲーム開始直後は戦闘力に欠けるが、マールとは違い発明品による技攻撃が存在するため序盤から属性攻撃が可能である。
魔法属性は火で、ファイア、ファイガ、フレアといった火属性魔法と、火炎放射器や爆弾、催眠音波といった発明品での攻撃を使う。
素早さに欠けるが魔力はパーティメンバーでトップクラス。彼女が絡む連携は全て火属性もしくは冥属性の攻撃であり、属性攻撃に特化したキャラクターである。

## ゲーム後の行方
『ラジカル・ドリーマーズ -盗めない宝石-』のメインシナリオ「Kid 盗めない宝石編」では、ルッカが同作のヒロインであるキッドの育ての姉であったということが語られる（他のシナリオでは設定が異なる）。その他にも多くの孤児を引き取っていたようだが、辺境の地レジオーナにてヤマネコ大君率いる武装兵たちの襲撃に逢い火を放たれ、炎の中に飲み込まれる子どもたちを目の前にしながら武装兵たちに捕らえられてしまう。その後何があったかは明かされてはいないが、キッドは「ルッカはすでにヤマネコ大君の手によって殺されてしまった」と認識していたようであり、彼を激しく憎悪している。また、シナリオ中でヤマネコ大君が主人公のセルジュに対し「（ルッカと同じように）あらゆる苦しみを味あわせてくれる」といった旨の台詞を放つ場面がある。
プレイステーション版『クロノ・トリガー』以降で追加されたエンディングムービーではロボを模した小さなロボットを作っている。そして森の中でペンダントを持った孤児を見つけて引き取る様子が描かれている。
『クロノ・クロス』では、ルッカ・アシュティアというフルネームが設定され、プレイヤーは劇中のいたるところでその名を聞くことになる。彼女の家は孤児院「ルッカハウス」として増築され、前述の『ラジカル・ドリーマーズ』同様に同作のヒロインであるキッドと名付けられた少女を他の孤児らと共に引き取って育てており、キッドはそんなルッカを姉のように慕っていた。また、彼女自身も、未来へ帰ったロボに思いを馳せて完成させたセーフティ・プログラム「プロメテウス」など、数々の発明や理論により、高名な科学者「ルッカ・アシュティア博士」として後世に名を残すまでになっている。しかし、ある日ヤマネコとツクヨミによりルッカハウスに火を放たれ、彼女自身も捕らえられてしまう。このため、キッドはルッカを奪ったヤマネコに対し復讐心を抱いている。その後の彼女の運命はゲーム中でははっきりと明らかになっていないが、セルジュやキッドたちとヤマネコが対峙する際のセリフや、終盤でクロノ、マールと共に三人で「幼い姿をした亡霊（あるいは幻影）」のような状態で登場したり、同僚ルチアナとかつての仲間ジャキに寄せた最期のメッセージが見つかるイベントも存在するなど、既に故人であることが示唆されている。ただし、これらの内容はあくまで「無数に分岐した並行世界の一つ」の出来事であり、違う歴史、違う時代ではルッカやクロノたちが辿った運命はこの限りではないとされている。

## 備考
- ゲーム中のイベントにて、過去のララを救うためにパスコードの入力を要する場面がある。タバンのメモから彼の愛する者の名前であるというヒントを得ることができるが、入力する際にはその名前の綴りを実際のスーパーファミコンのコントローラーのボタン名、すなわち「L・A・L・A」の順でボタンを押すことになる[4]。
  - 英語版ではララの綴りがLaraに変更されており、それに合わせ入力するボタンも「L・A・R・A」の順となっている。これは、ニンテンドーDS移植版で英語設定にした場合も適用される[4]。
  - プレイステーション移植版では「L1・○・L1・○」（英語版では「L1・○・R1・○」）の順で入力するため、ヒントの関連性がなくなってしまった。ただしゲーム中ではノーヒントではあるが、取扱説明書にはパスコード入力関連のイベントの際のボタン対応表が記されており、○ボタンが「A」に対応していることを知ることができる。
  - 携帯電話アプリ（フィーチャーフォン）移植版では電話機のカナ入力に沿って「らら」に対応した「9・9」の順となっている。
  - スマートフォン移植版では画面に10個の文字ボタンが表示され、正しい綴りのボタンを選んで順番に押していく形式となった。
  - 上記と同様のイベントは『クロノ・クロス』のルッカハウスにも登場し、ゲーム内のヒントに沿ってパスコードを入力することで、ルッカがキッドに託した発明品「ヒートショット」を手に入れることができる。プレイステーション移植版『クロノ・トリガー』とはボタンとアルファベットの対応が異なり、ゲーム中のヒントとして提示される文字対応に従って「L1・△・L1・△」（英語版では「L1・△・R1・△」）となっている[12]。
- 『ゼノギアス』の最初の村であるラハン村にて、ルッカが序盤のチュートリアルキャラクターとして『クロノ・トリガー』を再現した衣装でゲスト出演している。製品版以外にも、プレイステーション版『チョコボの不思議なダンジョン』付属の「不思議なデータディスク」に収録された体験版にて同様の状況で登場していたが、体験版では汎用グラフィックとなっている。このラハン村のイベントを担当したのは『クロノ』シリーズのスタッフの加藤正人であり、インタビューにてルッカがこの場所に登場した経緯について答えている。
- 『アナザーエデン 時空を超える猫』では、最初の村である緑の村バルオキーにて、ルッカと容姿や言動がよく似た「アシュティア」という女性が序盤のチュートリアルキャラクターとして登場している。また、『クロノ・クロス』とのコラボレーションイベントである協奏「COMPLEX DREAM」では、キッドがアシュティアをルッカと見間違えるなど容姿がよく似ていると評しており、両者の新たな絆を描いている[13]。異世界の別人ではあるものの、アシュティアも未来で高名な博士となっていたり、用途や名称、外見が共通する「ゲートホルダー」を発明するなど、設定面でルッカとの共通点が見られる。2022年11月1日より配信のメインストーリー第3部「虚時層輪象編“時間帝国の逆襲”」にてアシュティアがプレイアブルキャラクターとなり、声優を山崎和佳奈が務めている[14]。